# Крстичич, Ненад
Ненад Крстичич (серб. Ненад Крстичић; 3 сентября 1990, Белград) — сербский футболист, полузащитник.

## Карьера

### Клубная
Крстичич начинал карьеру футболиста в белградском ОФК. Летом 2006 года он был переведён из юношеской в главную команду. Полузащитник дебютировал в Суперлиге Сербии в начале сезона 2007/08, выйдя на замену во встрече против «Бораца» из Чачака. На 82-й минуте игры сербский игрок забил гол, установив таким образом окончательный счёт 2:0 в пользу ОФК. На тот момент Ненаду было 17 лет и 1 месяц. Молодой футболист стал часто появляться в составе команды, однако он либо уходил с поля во втором тайме, либо использовался в качестве замены. 12 мая 2008 года Крстичич забил первый мяч во встрече с клубом «Младост» из города Лучани, однако это не помогло избежать его коллективу поражения 1:3. Всего же в сезоне 2007/08 Ненад отыграл за ОФК в чемпионате страны 24 матча и забил 2 гола.
В сезоне 2008/09 Крстичич успел поучаствовать в 3 играх первенства Сербии, после чего в конце лета 2008 года перебрался в «Сампдорию». Первоначально он выступал за молодёжный состав итальянского клуба в Примавере. 16 декабря 2010 года футболист дебютировал за главную команду «Сампдории», выйдя в стартовом составе на матч с венгерским «Дебреценом», который проходил в рамках группового этапа Лиги Европы 2010/11. Однако в первый состав блучеркьяти в том сезоне он больше не вызывался. 15 января 2011 года серб сделал дубль в матче Примаверы против «Модены». Также в 2011 году он был членом команды на Турнире Вияреджо.
После вылета «Сампдории» из Серии А по итогам сезона 2010/11 клуб стал выступать в Серии B. Крстичич получил шанс дебютировать в этом турнире 6 января 2012 года: он вышел на замену в игре с «Варезе». До конца сезона 2011/12 серб провёл ещё 12 игр, не забив голов. В серии плей-офф полузащитник участия не принял. 25 июля 2016 года на правах свободного агента стал игроком клуба Ла Лиги «Алавес». 23 августа 2017 года подписал двухлетний контракт с клубом «Црвена звезда».

### В сборной
Крстичич привлекался к играм сборной Сербии для игроков до 18 лет, а с 2008 года призывается в молодёжную команду страны.